# Digital Extremes
Digital Extremes ist ein kanadischer Spieleentwickler mit Sitz in London (Ontario). Das Studio wurde 1993 von James Schmalz gegründet und erlangte besondere Bekanntheit durch seine Beteiligung bei der Entwicklung der Unreal-Serie. 2001 wurde in Toronto (Ontario) ein zweites Studio mit dem Namen Digital Extremes Toronto eröffnet, das hauptsächlich für die Entwicklung von Konsolenspielen zuständig ist. Später wurde das Londoner Studio in Digital Extremes London umbenannt.

## Von Digital Extremes mit-/entwickelte Spiele
| Jahr | Titel                               | Plattform                   |
| ---- | ----------------------------------- | --------------------------- |
| 1993 | Epic Pinball                        | PC                          |
| 1993 | Silverball                          | PC                          |
| 1995 | Extreme Pinball                     | PC                          |
| 1998 | Unreal                              | PC                          |
| 1999 | Unreal Tournament                   | PC                          |
| 2000 | Unreal Tournament                   | PlayStation 2, Dreamcast    |
| 2001 | Adventure Pinball: Forgotten Island | PC                          |
| 2002 | Unreal Tournament 2003              | PC                          |
| 2002 | Unreal Championship                 | Xbox                        |
| 2004 | Unreal Tournament 2004              | PC                          |
| 2005 | Pariah                              | PC, Xbox                    |
| 2006 | Warpath                             | PC, Xbox                    |
| 2008 | BioShock                            | PlayStation 3               |
| 2008 | Dark Sector                         | Xbox 360, PlayStation 3     |
| 2009 | Dark Sector                         | PC                          |
| 2010 | BioShock2 (Multiplayer)             | Xbox 360, PlayStation 3     |
| 2012 | The Darkness II                     | Xbox 360, PlayStation 3     |
| 2013 | Warframe                            | PC, PlayStation 4, Xbox One |
| 2013 | Star Trek                           | PC, PlayStation 3, Xbox 360 |
| 2015 | Sword Coast Legends                 | PC                          |
| 2018 | Warframe                            | Nintendo Switch             |